# Jonas Johannis Fallerius
Jonas Johannis Fallerius, född 9 januari 1644 i Vadstena, Östergötlands län, död 18 september 1700 i Veta församling, Östergötlands län, var en svensk präst.

## Biografi
Jonas Fallerius föddes 1644 i Vadstena. Han var son till kyrkoherden Johannes Fallerius och Hanna Jonsdotter i Rogslösa församling. Fallerius blev 1662 student vid Uppsala universitet och prästvigdes 28 mars 1667. Han blev 1668 komminister i Viby församling och 29 januari 1679 kyrkoherde i Veta församling, tillträde 1680. Fallerius blev 4 september 1695 kontraktsprost i Vifolka kontrakt. Han avled 1700 i Veta församling.

## Familj
Fallerius gifte sig första gången 2 juli 1668 med Helena Olin (1647–), som var dotter till kyrkoherden Johannes Stenonis Olinus och Anna Hansdotter i Veta församling. Makarna fick tillsammans barnen Maria Falleria (1666–1666), Jöns Cederberg (född 1669), Maria Falleria (född 1671) som var gift med kyrkoherden Jonas Caroli Könsberg i Östra Tollstads församling, Brita Falleria (född 1673) som var gift med kyrkoherden Petrus Tollstadius i Kullerstads församling, Anna Falleria (1675–1675), Anna Falleria (1677–1683), lanträntmästaren Samuel Fallerius (född 1679) i Visby, Elisabet Falleria (1681–1681), direktören Magnus Fallerius (född 1682) på Forsebo krutbruk, Helena Falleria (född 1685) som var gift med kyrkoherden Benedictus Reuselius i Västerlösa församling och Johan Redelius i Skeppsås församling och Anna Greta Falleria (född 1690).
Fallerius gifte sig andra gången med Catharina Ventilius (1649–1716), som var dotter till kyrkoherden Andreas Olavi Ventilius och Anna Persdotter Grubb i Normlösa församling. Hon hade tidigare varit gift med kyrkoherden Johannes Tzander i Höreda församling.